# 야전병원

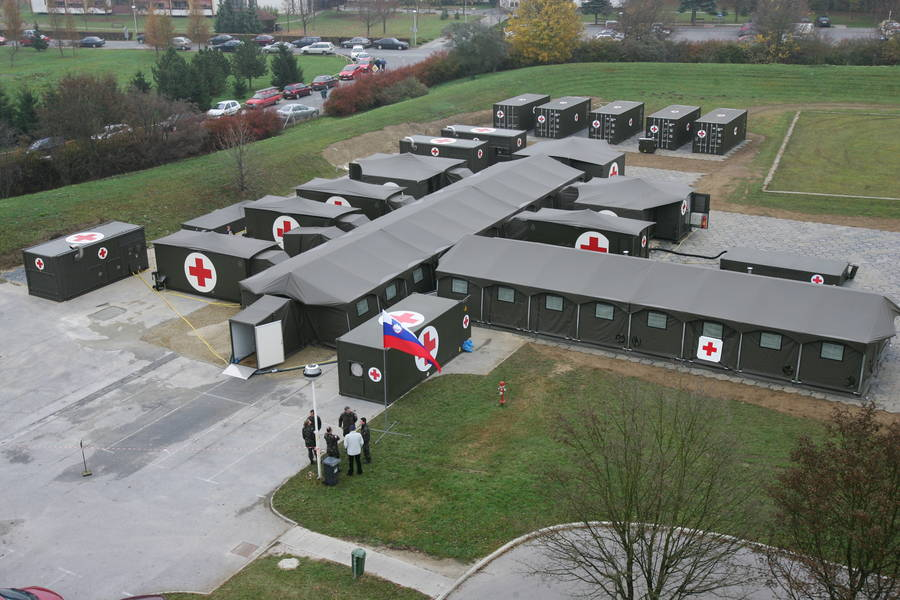
슬로베니아군 의료부대의 야전병원.

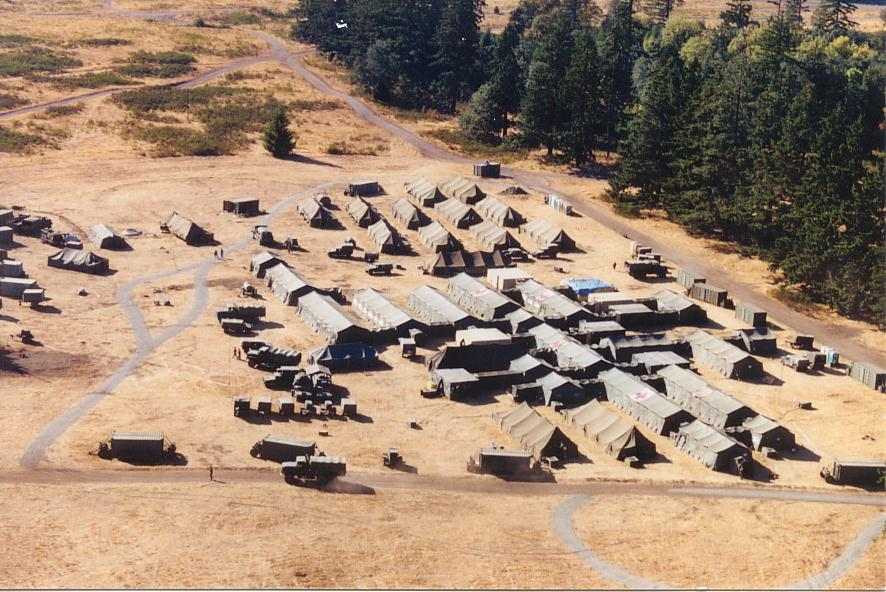
야전병원의 종류 중 하나인 미군의 전투 지원 병원, 2000년.

야전병원(野戰病院, Field hospital)은 현장에서 상설 병원시설로 안전하게 이송이 가능해질 때까지 부상자들을 임시로 돌봐주는 넓고 이동이 가능한 의료 부대 또는 소규모 병원을 말한다. 이 용어는 군사적 환경과 관련해서 쓰이는 게 대부분이지만 재난이 발생했을 때에도 쓰이기도 한다. 야전병원의 개념은 MASH의 경우처럼 전장에서부터 유래되었으며, 현재는 기존의 군진의학은 물론 재난이나 주요 사고의 경우에도 등장한다.
야전병원은 사상자 발생 근원지 부근에서 손쉽게 설치할 수 있도록 의료 직원과 이동식 의료장비를 갖춘 넓고 천막처럼 생긴 (현대의 관례에서는 때때로 부풀릴 수 있는 구조로 된) 피난처이다. 도시 환경 내에서는 접근이 쉽게 가능하고 크게 눈에 띄는 건물 (레스토랑, 학교 등)에 설치되는 것이 보통이다. 공중 구조물의 경우 이동식 의료장비는 보통 표준화된 컨테이너 안에 놓아두며, 이럴 때 컨테이너는 피난처로 쓰인다. 야전병원은 일반적으로 임시용 구호소보다 크고 상설 군사 병원보다 작다.
1949년 제네바 협약처럼 현대의 전시국제법에서는 의사, 구급차, 병원선, 또는 적십자, 적신월, 그 외 국제 적십자·적신월 운동과 관련된 엠블렘이 그려진 야전병원 건물을 공격하는 행위를 금지하는 조항이 포함되어 있다. 오른쪽 사진에서 적십자가 그려진 건물이 있는 반면 다른 건물들은 그렇지 않은데, 이 건물들은 적들이 공격할 때 타당한 표적이 된다.

## 야전병원을 소재로 한 영화
- 매시 (1970)

## 같이 보기
- 노먼 베순
- 군의학
- 병원선
- 응급치료후송소
- 구호소